# Nsungwepithecus
Nsungwepithecus is een geslacht in de superfamilie van de Apen van de Oude Wereld dat waarschijnlijk ontstond vroeg na de splitsing van de mensapen en de apen van de Oude Wereld. Van het geslacht is momenteel slechts 1 soort (Nsungwepithecus gunnelli) bekend, geïdentificeerd aan de hand van één enkel fossiel van een kies gevonden in het Rukwa rift in Tanzania. Het fossiel werd gedateerd als zijnde 25,2 miljoen jaar oud. Met dit fossiel werd daarmee aangetoond dat de splitsing van mensapen en apen van de Oude Wereld meer dan 25 miljoen jaar geleden plaatsvond.